# Летње олимпијске игре 1932.
X Олимпијске игре су одржане 1932. године у Лос Анђелесу, у САД. Како су те игре одржане у доба велике економске кризе, осим Лос Анђелеса није било других градова кандидата за домаћина. Такође, велик број земаља је из финансијских разлога морао одустати од слања великог броја спортиста или уопште није учествовао у играма, тако да је у упоређијући с претходним играма број такмичара био двоструко мањи.
По први пут је за потребе смештаја спортиста изграђено Олимпијско село.

## Списак спортова
Ватерполо, пливање и скокови у воду су се сматрали различитим дисциплинама истог спорта, па је укупни број спортова службено био 14.
| - Атлетика - Бокс - Бициклизам - Дизање тегова - Хокеј на трави - Рвање - Једрење - Коњички спорт |  | - Мачевање - Модерни петобој - Гимнастика - Пливање - Скокови у воду - Стрељаштво - Ватерполо - Веслање |

## Државе учеснице
| - Аргентина - Аустралија - Аустрија - Белгија - Бразил - Чехословачка - Данска - Естонија - Филипини - Финска - Француска - Грчка - Хаити | - Канада - Кина - Колумбија - Индија - Ирска - Италија - Јапан - Југославија - Јужноафричка Унија - Летонија - Мађарска - Мексико | - Холандија - Нови Зеланд - Норвешка - Немачка - Пољска - Португал - САД - Шпанија - Шведска - Швајцарска - Уругвај - Уједињено Краљевство |

## Биланс медаља
(Медаље домаћина посебно истакнуте)
| Олимпијске игре 1932. |                      |       |        |        |        |
| Пласман               | Држава               | Злато | Сребро | Бронза | Укупно |
| 1                     | САД                  | 41    | 32     | 30     | 103    |
| 2                     | Италија              | 12    | 12     | 12     | 36     |
| 3                     | Француска            | 10    | 5      | 4      | 19     |
| 4                     | Шведска              | 9     | 5      | 9      | 23     |
| 5                     | Јапан                | 7     | 7      | 4      | 18     |
| 6                     | Мађарска             | 6     | 4      | 5      | 15     |
| 7                     | Финска               | 5     | 8      | 12     | 25     |
| 8                     | Уједињено Краљевство | 4     | 7      | 5      | 16     |
| 9                     | Немачка              | 3     | 12     | 5      | 20     |
| 10                    | Аустралија           | 3     | 1      | 1      | 5      |
| 11                    | Аргентина            | 3     | 1      | 0      | 4      |
| 12                    | Канада               | 2     | 5      | 8      | 15     |
| 13                    | Холандија            | 2     | 5      | 0      | 7      |
| 14                    | Пољска               | 2     | 1      | 4      | 7      |
| 15                    | Јужноафричка Унија   | 2     | 0      | 3      | 5      |
| 16                    | Ирска                | 2     | 0      | 0      | 2      |
| 17                    | Чехословачка         | 1     | 2      | 1      | 4      |
| 18                    | Аустрија             | 1     | 1      | 3      | 5      |
| 19                    | Индија               | 1     | 0      | 0      | 1      |
| 20                    | Данска               | 0     | 3      | 3      | 6      |
| 21                    | Мексико              | 0     | 2      | 0      | 2      |
| 22                    | Литванија            | 0     | 1      | 0      | 1      |
| 22                    | Нови Зеланд          | 0     | 1      | 0      | 1      |
| 22                    | Швајцарска           | 0     | 1      | 0      | 1      |
| 25                    | Филипини             | 0     | 0      | 3      | 3      |
| 26                    | Шпанија              | 0     | 0      | 1      | 1      |
| 26                    | Уругвај              | 0     | 0      | 1      | 1      |
|                       | Укупно               | 116   | 116    | 114    | 346    |